# Commandement général de défense
Le commandement général de défense (防衛総司令部, Bōei Soshireibu) est une organisation militaire de l'armée impériale japonaise équivalente à un groupe d'armées et établie pour contrôler toutes les unités aériennes et terrestres stationnées au Japon, en Corée, et à Taïwan durant la guerre du Pacifique.

## Histoire
Le commandement général de défense est établi le 5 juillet 1941 sous le commandement direct de l'empereur du Japon par l'intermédiaire du quartier-général impérial. Pour des raisons administratives, le recrutement et la comptabilité, le Japon est divisé en six armées de districts, chacun avec une force de garnison équivalente à un corps d'armée :
- Armée du district de l'Est - QG à Tokyo et responsable de la région du Kantō et du nord de Honshū
- Armée du district de l'Ouest - QG à Fukuoka et responsable du sud-ouest de Honshū, de Shikoku et des îles Ryūkyū.
- Armée du district du Nord - QG à Sapporo et responsable de Hokkaidō et de Karafuto.
- Armée du district central - QG à Osaka et responsable du centre de Honshū.
- Armée de Corée - QG à Keijō et responsable de la Corée
- Armée de Taïwan - QG à Taihoku et responsable de Taïwan.

Le commandement général de défense est également responsable des défenses antiaériennes et de l'organisation des entraînements de sécurité civile. 
L'aviation de chasse protégeant l'archipel des bombardements stratégiques sur le Japon se compose début mars 1945 de 635 chasseurs de l'armée de terre et de la marine impériale. Devant les pertes importantes, 60 % des pilotes sont de classe C (jeunes sans aucune importance), 25 % de classe B (pilotes confirmés sans aucune expérience du combat) et 15 % de classe A (pilotes confirmés ayant l'expérience du combat).
Le 8 avril 1945, en anticipation d'une invasion américaine du Japon (opération Downfall) (ou opération Ketsugō (決号作戦, ketsugō sakusen) en japonais), le commandement général de défense est dissout, et ses fonctions sont assumées par les nouvelles première armée générale et deuxième armée générale.

## Liste des commandants

### Commandants
|   | Nom                         | De              | À               |
| - | --------------------------- | --------------- | --------------- |
| 1 | Général Otozō Yamada        | 7 juillet 1941  | 9 décembre 1941 |
| 2 | Prince Naruhiko Higashikuni | 9 décembre 1941 | 15 avril 1945   |

### Chef d'État-major
|   | Nom                                         | De                | À                 |
| - | ------------------------------------------- | ----------------- | ----------------- |
| 1 | Lieutenant-général Torashirō Kawabe         | 31 juillet 1941   | 1er décembre 1941 |
| 2 | Lieutenant-général Asasaburo Kobayashi (en) | 1er décembre 1941 | 10 juin 1943      |
| 3 | Lieutenant-général Tadayoshi Sano (en)      | 10 juin 1943      | 29 mars 1944      |
| 4 | Lieutenant-général Asasaburo Kobayashi (en) | 28 mars 1944      | 1er février 1945  |
| 5 | Lieutenant-général Einosuke Sudo            | 1er février 1945  | 6 avril 1945      |